# Calusa Island
Calusa Island, ist eine kleine philippinische Insel inmitten der Sulusee, etwa 240 km östlich der Insel Palawan und 155 km westlich der Insel Negros.

## Geographie
Die Insel ist tropfenförmig, etwa 2 km lang und bis zu 900 m breit. Sie gehört zum Cagayan-Archipel, dessen Hauptinsel Cagayan Island rund 21 km östlich von Calusa liegt.

## Verwaltung
Calusa Island gehört zur Gemeinde Cagayancillo (Municipality of Cagayancillo) in der philippinischen Provinz Palawan.